# Josh Sitton
Josh James Sitton (* 16. Juni 1986 in Jacksonville, Florida) ist ein ehemaliger US-amerikanischer American-Football-Spieler in der National Football League (NFL). Er spielte als Guard für die Miami Dolphins, die Chicago Bears sowie für die Green Bay Packers, mit denen er den Super Bowl XLV gewinnen konnte.

## College
Sitton besuchte die University of Central Florida (UCF) und spielte für deren Mannschaft, die Knights auf mehreren Positionen in der Offensive Line erfolgreich College Football.

## NFL

### Green Bay Packers
Sitton wurde beim NFL Draft 2008 in der 4. Runde als insgesamt 135. Spieler von den Green Bay Packers ausgewählt. Da er sich in der Vorbereitung zu seiner Rookiesaison verletzte, kam er in der Spielzeit 2008 nur in elf Spielen zum Einsatz. Seit 2009 lief er in jedem seiner Spiele als Starter auf.
2011 wurde sein Vertrag um weitere fünf Jahre verlängert.
Vor der Saison 2016 wurde Sitton von den Packers nach acht Jahren entlassen.

### Chicago Bears
Am 4. September 2016 wurde er von den Chicago Bears verpflichtet. Er erhielt einen Dreijahresvertrag in der Höhe von 21,75 Millionen US-Dollar, bei garantierten 10 Millionen.

### Miami Dolphins
Im März 2018 unterschrieb Sitton einen Zweijahresvertrag bei den Miami Dolphins.
Insgesamt wurde er viermal in den Pro Bowl gewählt.
Im April 2019 erklärte Sitton seinen Rücktritt vom aktiven Sport.